# تیراسپل
تیراسپل (به لاتین: Tiraspol) (تلفظ روسی: [tʲɪˈraspəlʲ]; روسی: Тирасполь، اوکراینی: Тираспіль) پایتخت کشور نیمه‌ریاستی ترنسنیستریا است.
این شهر در سطح بین‌المللی به عنوان دومین شهر بزرگ در مولداوی شناخته شده است، اما به‌طور رسمی پایتخت جمهوری ترنسنیستریا است. تیراسپول یک مرکز تجاری - تولیدی صنایع سبک مانند تولید مبلمان و کالاهای الکتریکی است.
شهر مدرن تیراسپول در سال ۱۷۹۲ توسط الکساندر سوورف تأسیس شد و هر ساله مردم این شهر در ۱۴ اکتبر سالگرد تأسیس شهر خود را جشن می‌گیرند.

## خصوصیات
تیراسپل ۱۲۹٬۰۰۰ نفر جمعیت دارد.

## خواهرخوانده
شهر مینسک خواهرخواندهٔ تیراسپل هست.

## نگارخانه

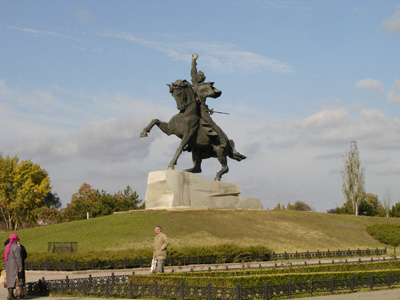
مجسمه الکساندر سوورف در تیراسپول
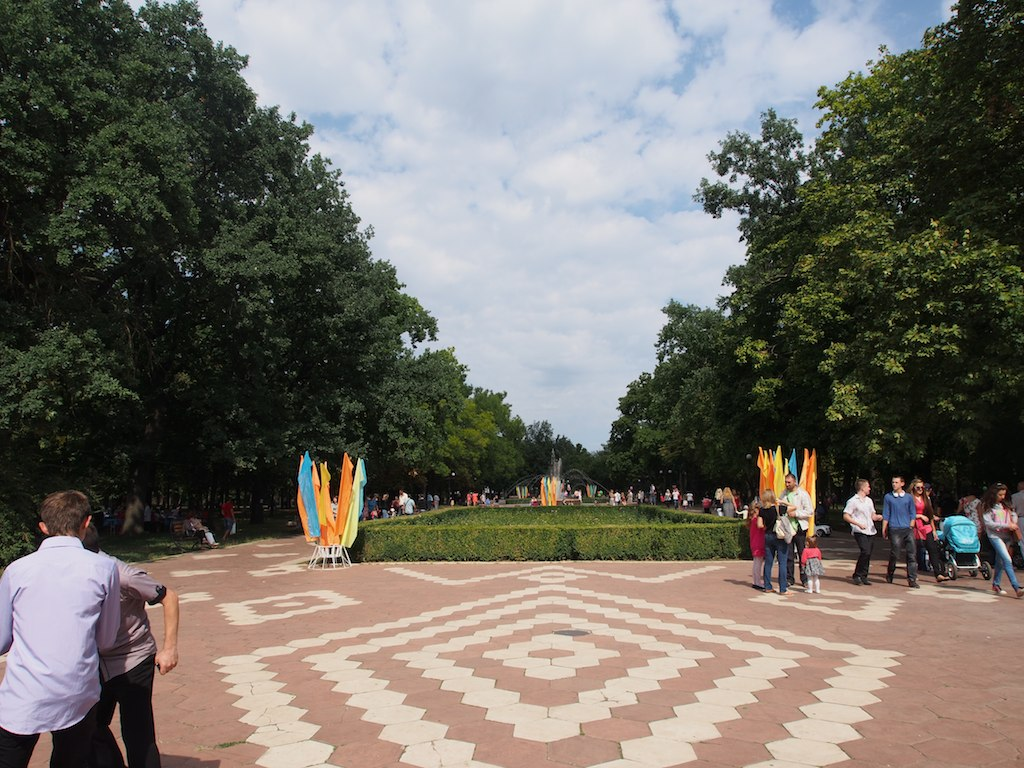
پارک پیروزی تیراسپول
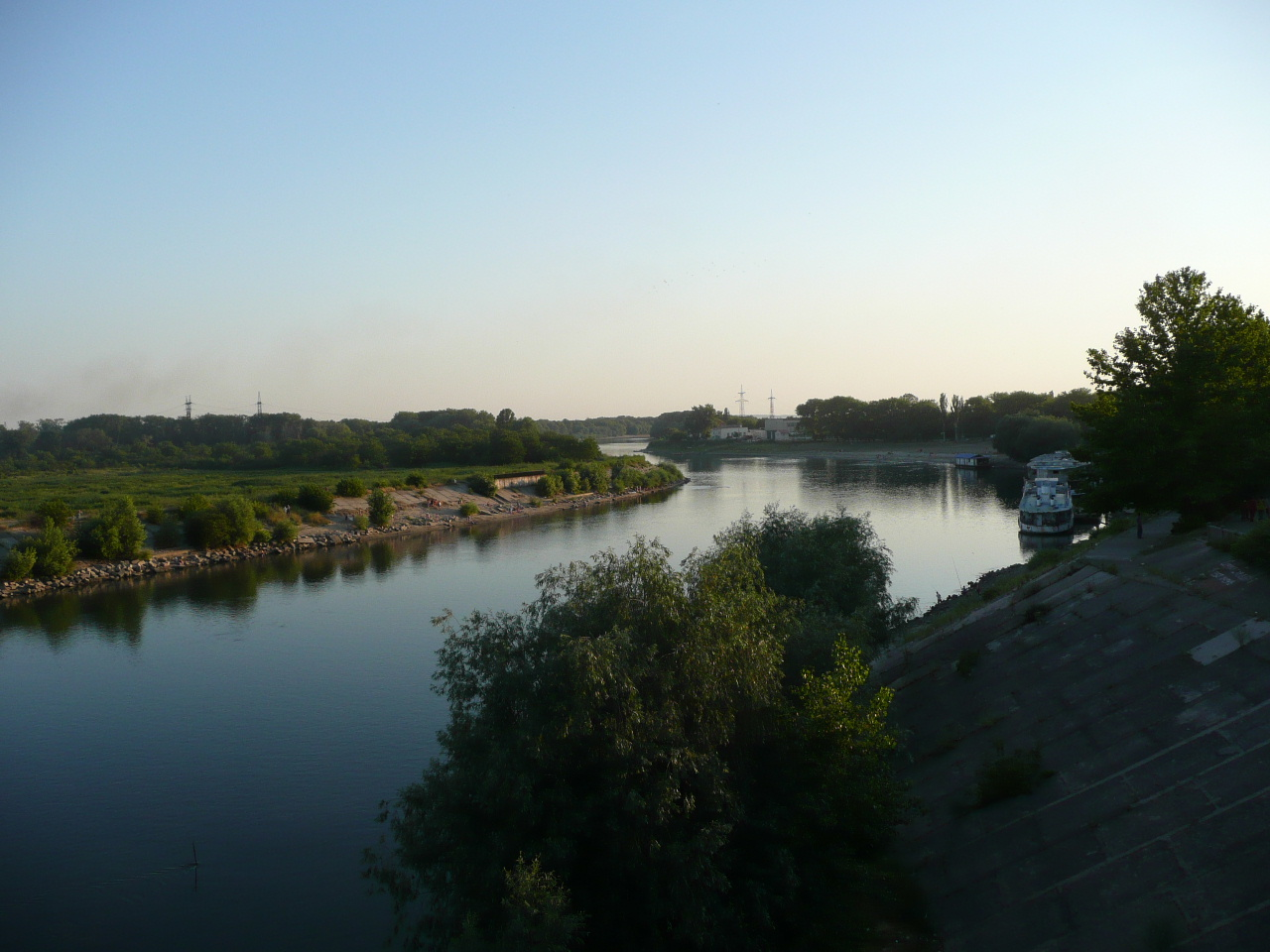
محل عبور رود دونتسک در تیراسپول